# Vznášedlo typu 726
Vznášedlo typu 726 (v kódu NATO: třída Yuyi) je třída výsadkových vznášedel Námořnictva Čínské lidové osvobozenecké armády. Vznášedla operují z výsadkových lodí typu 071. Jedná se o ekvivalent amerického typu Landing Craft Air Cushion (LCAC).

## Stavba
Vznášedla typu 726 staví čínská loděnice Jiangnan Changxing v Šanghaji. První bylo na vodou spuštěno v prosinci 2009. Postaveny byly čtyři kusy typu 726 (dostala označení 3319, 3320, 3321 a 3322). Během jejich provozu se však objevily technické potíže (pravděpodobně spojené, šlo o hlučnost a vibrace turbín), kvůli nimž byla stavba po dokončení čtvrtého kusu na šest let přerušena. V roce 2017 bylo ze satelitních snímků zjištěno, že stavba vznášedel byla obnovena, přičemž rozestavěny jsou nejméně čtyři nové kusy typu 726A.

## Konstrukce

### Typ 726
Vznášedlo unese 60 tun nákladu, včetně hlavních bojových tanků ZTZ-96A, nebo ZTZ-99A. Pohonný systém tvoří dvě ukrajinské plynové turbíny typu UGT-6000. Nejvyšší rychlost dosahuje 60 uzlů. Dosah je 320 km.

### Typ 726A
Modernizovaná verze se liší především instalací dvojice čínských plynových turbín QC-70, které vznikly na základě leteckých motorů WS-10.